# U-Bahnhof Georg-Brauchle-Ring
Der U-Bahnhof Georg-Brauchle-Ring ist ein Bahnhof der Münchner U-Bahn unter der Hanauer Straße im Stadtteil Moosach, nahe der Grenze zu Milbertshofen-Am Hart.
Der Bahnhof ist wie der kreuzende Georg-Brauchle-Ring nach dem ehemaligen 2. Bürgermeister Münchens, Georg Brauchle benannt. Eröffnet wurde er am 18. Oktober 2003 und war bis 2004 der Endpunkt der U1. Der Bahnsteig ist säulenlos und hat eine Höhe von 7,50 Metern. Die Hintergleiswände sind mit Bildern sowohl aus der Umgebung als auch aus der ganzen Welt z. B. aus Berlin oder New York gestaltet. Die Flächen zwischen den Bildern bestehen aus bunten Rechtecken. Die durch die helle Bodenfläche geförderte räumliche Gliederung setzt sich in den Sperrengeschossen fort. Unter der Kreuzung Hanauer Straße / Georg-Brauchle-Ring befindet sich das südliche Sperrengeschoss, in dem sich ein Kiosk befindet. Am nördlichen Ende befindet sich ein weiteres, deutlich kleineres Sperrengeschoss.
2005 erhielt der Maler Franz Ackermann den „mfi Preis Kunst am Bau 2005“ für seine Wandgestaltung mit dem Titel Die große Reise.
| Linie | Linienverlauf |
| ----- | --- |
| U1    | Olympia-Einkaufszentrum – (625 m) – Georg-Brauchle-Ring – (788 m) – Westfriedhof – (830 m) – Gern – (1007 m) – Rotkreuzplatz – (1102 m) – Maillingerstraße – (878 m) – Stiglmaierplatz – (1071 m) – Hauptbahnhof – (905 m) – Sendlinger Tor – (746 m) – Fraunhoferstraße – (1116 m) – Kolumbusplatz – (898 m) – Candidplatz – (692 m) – Wettersteinplatz – (585 m) – St.-Quirin-Platz – (923 m) – Mangfallplatz |
| U7    | Olympia-Einkaufszentrum – (625 m) – Georg-Brauchle-Ring – (788 m) – Westfriedhof – (830 m) – Gern – (1007 m) – Rotkreuzplatz – (1102 m) – Maillingerstraße – (878 m) – Stiglmaierplatz – (1071 m) – Hauptbahnhof – (905 m) – Sendlinger Tor – (746 m) – Fraunhoferstraße – (1116 m) – Kolumbusplatz – (711 m) – Silberhornstraße – (553 m) – Untersbergstraße – (654 m) – Giesing – (1280 m) – Karl-Preis-Platz – (868 m) – Innsbrucker Ring – (982 m) – Michaelibad – (1708 m) – Quiddestraße – (778 m) – Neuperlach Zentrum |